# Pensiero magico: storie vere (Cunnilingusville)
Pensiero magico: storie vere (Cunnilingusville) o semplicemente "Cunnilingusville" (2004) è una raccolta di racconti brevi di Augusten Burroughs, autore statunitense di bestseller.
I 27 racconti, tutti autobiografici, gravitano intorno alle esperienze di vita dell'autore, partendo da alcuni episodi dell'infanzia (più ampiamente trattata nel memoir Correndo con le forbici in mano), arrivando alla sua tormentata vita di relazione omosessuale e al suo lavoro di pubblicitario, andando infine a convergere sulla situazione "attuale", come fotogrammi di un tormentato film a lieto fine.
Spesso si ritrovano citazioni di avvenimenti o personaggi presenti anche negli altri romanzi (oltre al già citato Correndo con le forbici in mano, Dry, che narra dell'esperienza della disintossicazione dall'alcool).

## Titolo
Il titolo può trarre in inganno, facendo pensare a un libro a contenuto erotico: per quanto contenga anche descrizioni di scene sessuali piuttosto esplicite, il titolo si riferisce, in realtà, a un gioco di parole contenuto in uno dei racconti, che ha a che fare con i nomi di alcune città Amish della Contea di Lancaster, in Pennsylvania.

## Edizioni
- Augusten Burroughs, Cunnilingusville, traduzione di Matteo Colombo, collana Strade Blu, Arnoldo Mondadori Editore, 2007,  p. 280, ISBN 978-88-04-55308-3.